# A Taste of Phobia
A Taste of Phobia è un film horror a episodi del 2017 con regia collettiva, frutto di una co-produzione internazionale tra Vestra Pictures di Tony Newton, Enchanted Architect di Domiziano Cristopharo e Trash Arts di Sam Mason Bell. L'opera è composta da 14 episodi, ognuno dei quali affronta una manifestazione psicopatologica differente. L'antologia vede segmenti realizzati nel Regno Unito, negli Stati Uniti, in Italia e in Nigeria.

## Episodi e registi
- Chaetophobia di Lorenzo Zanoni & Alessandro Sisti
- Pharmacophobia di Chris Milewski
- Parthenophobia di Alessandro Redaelli
- Coprophobia di Jason Impey
- Misophobia di Poison Rouge
- Mazeophobia di Dusting Ferguson
- Astrophobia di Alessandro Giordani
- Mageirocophobia di Domiziano Cristopharo
- Gerascophobia di Rob Ulitski
- Politicophobia di Jackson Batchelor
- Somniphobia di Michael J. Epstein
- Oneirophobia di Sam Mason Bell
- Nyctophobia di Sunny King
- Hemophobia di Davide Pesca

## Distribuzione
Il film è stato distribuito in DVD, Blu-Ray e VOD da Artsploitation Films in data 26 giugno 2018 in double bill con German Angst.